# 苞叶藤
苞叶藤（学名：Blinkworthia convolvuloides）是旋花科苞叶藤属的植物。分布在缅甸以及中国大陆的广西、云南等地，生长于海拔360米至2,500米的地区，一般生于干热河谷的稀树乔木林以及灌丛草地中，目前尚未由人工引种栽培。

## 别名
鸡账蓬（云南）